# Franc Bezjak
Franc Bezjak (tudi Wessiag, psevdonim Negovski Franc), slovenski rimokatoliški duhovnik in nabožni pisatelj, * 1. oktober 1814, Spodnja Voličina, † 23. september 1887, Markovci.

## Življenje in delo
Bogoslovje je študiral v Gradcu in bil tam  31. julija 1840 posvečen. Kot kaplan in župnik je služboval v raznih krajih Štajerske. Bil je med tistimi duhovniki, ki so sredi 19. stoletja budili narodno zavest na naši severni narodnostni meji in delali za krepitev verskega življenja boreč se zoper posledice jožefinskih reform. Izdal je: Molitne bukvice ali pobožnost k časti sedem žalosti Device Marije (Gradec 1847, 1850, 1857, Maribor 1871); Društvo pobožnih mladenčev (Gradec, 1852); Društvo pobožnih deklet (Gradec, 1852); Duhovno življenje za brate in sestre III. reda sv. očeta Frančiška (Gradec, 1852); Molitne bukvice za tretji spokorni red (Gradec 1861, 2. natis Ptuj, 1883); Molitne bukvice imenovane vsakdanji kruh (Maribor, 1862); Sveti Alojzij (Maribor 1883, 1885). Kot negovski kaplan je objavljal pridige in pisal članke v Kmetijske in rokodelske novice. 